# Dulcian
Dulzian – orgonaregiszter. Német nyelven lehet még „Dulziana”-ként is olvasni diszpozíciókon; franciául „Dulciane”, magyarul „Dulcián”. A romantika kora óta alkalmazott nyelvregiszter. Általában 16’, 8’ és 4’ magasságban készül, de nagyon ritkán előfordulhat 2 2/3’ és 5 1/3’ kvintsorként, és Atlantic City-ben a 7 manuálos orgonán 64' és 42 2/3' is épült belőle. Jellege mindig nyitott; tölcsérének alakja alulról szétterjedő; hangja tiszta, átható.